# Seakle Greijdanus
Seakle Greijdanus (às vezes escrito "Saekle", 1 de maio de 1871 – 19 de maio de 1948) foi um teólogo Reformado nos Países Baixos, que primeiro serviu nas Igrejas Reformadas nos Países Baixos e posteriormente nas Igrejas Reformadas nos Países Baixos (Liberadas).

## Vida
Greijdanus nasceu em Arum, Frísia e estudou teologia na Universidade Livre em Amsterdã, onde se especializou em dogmática.
Como ministro, ele serviu as igrejas reformadas de Rozenburg, Zuid-Beijerland e Paesens-Moddergat. Em 1917, tornou-se professor na Universidade Teológica de Kampen.
Greijdanus escreveu vários comentários na série Korte Verklaring (Breve Explicação): Lucas, Gálatas, Efésios, Filipenses, Epístolas de João, Epístolas de Pedro e Apocalipse.
George Harinck sugere que, junto com G. Ch. Aalders, F. W. Grosheide e Jan Ridderbos, Greijdanus "assumiu a liderança na produção exegética Neocalvinista." No entanto, ele se opôs a certas ideias propagadas pelo Neocalvinista Abraham Kuyper, e em 1944 juntou-se a Klaas Schilder para formar as Igrejas Reformadas nos Países Baixos (Liberadas).

Ele faleceu em Zwolle.